# Jaworek (powiat kłodzki)

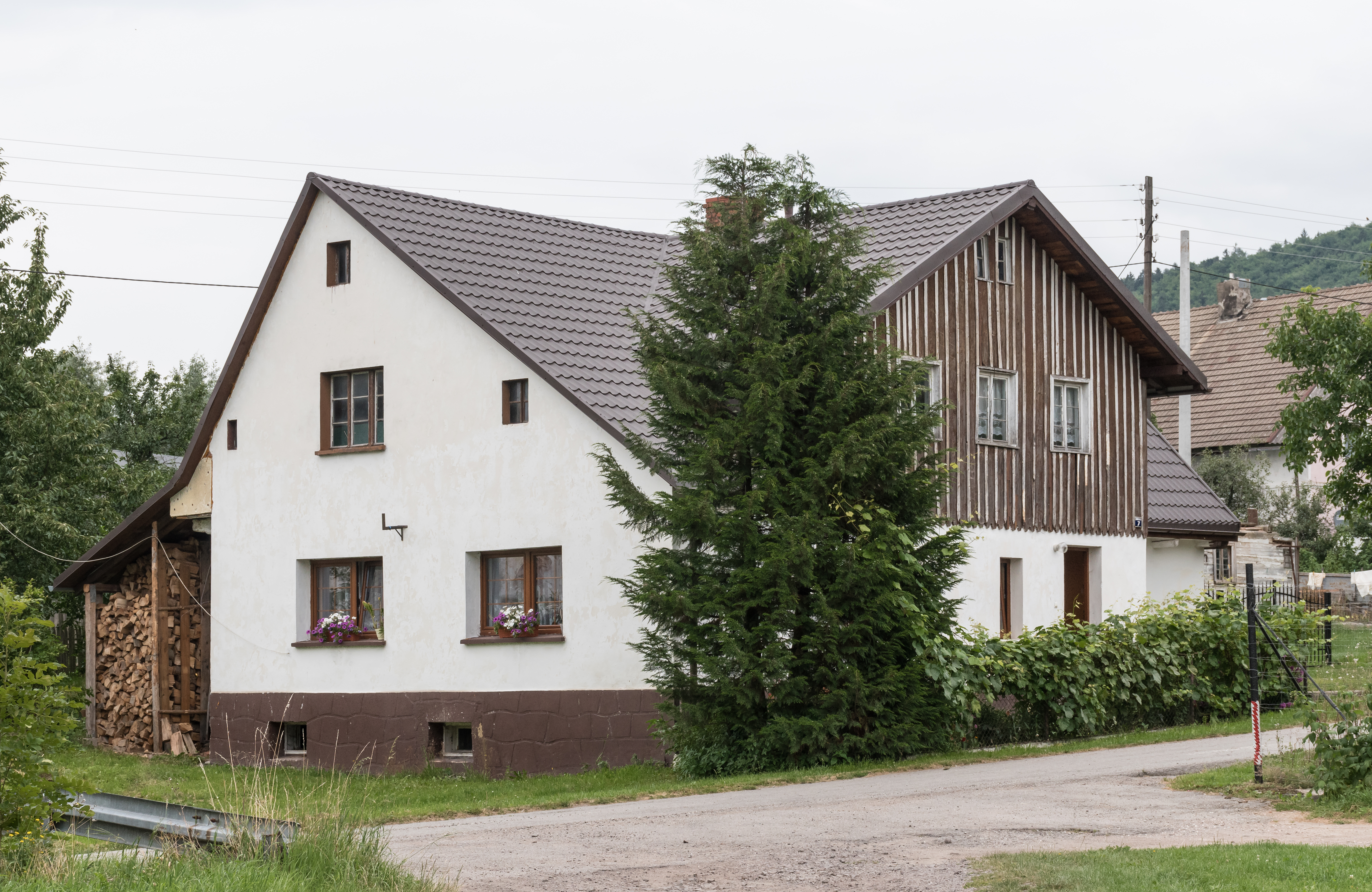
Dom nr 7 w Jaworku

Jaworek (niem. Urnitz) – wieś w Polsce położona w województwie dolnośląskim, w powiecie kłodzkim, w gminie Międzylesie.
W przeszłości do wsi należały przysiółki:
- Jagodnica (niem. Urnitz Abbau)[6]

- Jaworek Górny (niem. Urnitzberg)[7]

- Karwin (niem. Urnitzthal)[8]

- Kotliny ( niem. Mückengrund)[8]

Obecnie nazwy niestandaryzowane.

## Położenie
Jaworek to wieś łańcuchowa leżąca na granicy Rowu Górnej Nysy i Masywu Śnieżnika, na wysokości około 480–670 m n.p.m.

## Podział administracyjny
W latach 1975–1998 miejscowość należała administracyjnie do województwa wałbrzyskiego.

## Historia
Jaworek był wzmiankowany pierwszy raz w XV wieku, kiedy to wchodził w skład dóbr wilkanowskich. Pod koniec XVI wieku wieś została kupiona przez magistrat Bystrzycy, na początku XVII wieku została ponownie odsprzedana w prywatne ręce. W 1621 roku chłopi z Jaworka i kilku okolicznych wsi wszczęli bunt, który został stłumiony przez lisowczyków. W roku 1651 właścicielem Jaworka został hrabia Michał Wenzel von Althann; wieś pozostała w posiadaniu jego rodziny do 1945 roku. W XIX wieku były we wsi: trzy młyny wodne, gorzelnia, papiernia i kilka warsztatów tkackich. W 1840 roku w miejscowości  były 102 domy. W drugiej połowie XIX wieku z uwagi na malownicze położenie Jaworek stał się letniskiem i popularną miejscowością turystyczną. W 1939 roku we wsi było około 140 miejsc noclegowych, można było także wynająć konia z bryczką i przewodnika.

## Zabytki
Do wojewódzkiego rejestru zabytków wpisany jest obiekt:
- Kościół pw. św. Barbary w Jaworku, filialny, wzniesiony w 1791 roku[10], należący do parafii św. Jerzego w Wilkanowie. Początkowo pełnił funkcję kaplicy cmentarnej[11].